# Kołybielnaja dla wułkana
Kołybielnaja dla wułkana (ros. Колыбельная для вулкана, tłum. Kołysanka dla wulkanu) – utwór rosyjskiego piosenkarza Filippa Kirkorowa, napisany przez Ilję Bierszadskiego i Ilję Rieznika, nagrany i wydany w 1995.
Piosenka jest balladą o przesłaniu pacyfistycznym, a jej treścią jest apel do metaforycznego wulkanu, aby „wrócił do rozumu i radości, aby przestał tyranizować świat, przestał być odwiecznym zagrożeniem dla ludzi – starych i młodych, grzeszników i świętych, aby pozostał zieloną górą, która nie zagraża życiu na ziemi i niebu nad sobą”. 

Fragment wersji oryginalnej:
Спят долины тихим сном,
Спят рябины над прудом,
И дожди, и ветра
Притаились до утра.
Спит великий океан,
Только ты один, вулкан,
Огнегривый старик,
Не умолкнешь ни на миг.
Wolny przekład:
Śpią cichym snem doliny,
Śpią jarzębiny nad stawem,
I deszcze, i wiatry
Przyczaiły się do rana.
Śpi wielki ocean,
Tylko ty jeden, wulkanie,
Starcze z ognistą grzywą,
Nie milkniesz ani na chwilę.
Utwór reprezentował Rosję podczas 49. Konkursu Piosenki Eurowizji w 1995. 13 maja został zaprezentowany przez Kirkorowa jako szósty w kolejności w finale konkursu i zajął siedemnaste miejsce, zdobywając łącznie 17 punktów, w tym m.in. noty 10 punktów od Norwegii. Jest to jeden z najgorszych wyników osiągniętych przez rosyjskiego reprezentanta w historii udziału kraju w konkursie.